# Canton de Sainte-Maxime
Le canton de Sainte-Maxime est une circonscription électorale française située dans le département du Var et la région Provence-Alpes-Côte d'Azur.

## Histoire
Un nouveau découpage territorial du Var entre en vigueur à l'occasion des premières élections départementales suivant le décret du 27 février 2014. Les conseillers départementaux sont, à compter de ces élections, élus au scrutin majoritaire binominal mixte. Les électeurs de chaque canton élisent au Conseil départemental, nouvelle appellation du Conseil général, deux membres de sexe différent, qui se présentent en binôme de candidats. Les conseillers départementaux sont élus pour 6 ans au scrutin binominal majoritaire à deux tours, l'accès au second tour nécessitant 12,5 % des inscrits au 1er tour. En outre la totalité des conseillers départementaux est renouvelée. Ce nouveau mode de scrutin nécessite un redécoupage des cantons dont le nombre est divisé par deux avec arrondi à l'unité impaire supérieure si ce nombre n'est pas entier impair, assorti de conditions de seuils minimaux. Dans le Var, le nombre de cantons passe ainsi de 43 à 23.
Le canton de Sainte-Maxime est formé de communes des anciens cantons de Saint-Tropez (6 communes) et de Grimaud (4 communes). Il est entièrement inclus dans l'arrondissement de Draguignan. Le bureau centralisateur est situé à Sainte-Maxime.

## Représentation
| Période élective | Période élective | Mandat | Mandat   | Identité            | Nuance | Nuance | Qualité                                                                                     |
| ---------------- | ---------------- | ------ | -------- | ------------------- | ------ | ------ | ------------------------------------------------------------------------------------------- |
| 2015             | 2021             | 2015   | 2021     | Alain Benedetto     |        | LR     | Artisan ébéniste Maire de Grimaud                                                           |
| 2015             | 2021             | 2015   | 2021     | Muriel Lecca-Berger |        | DVD    | Secrétaire-comptable Adjointe au maire de La Croix-Valmer 9e Vice-présidente du Département |
| 2021             | 2028             | 2021   | en cours | Véronique Lenoir    |        | DVD    | Adjointe au maire de Sainte-Maxime                                                          |
| 2021             | 2028             | 2021   | en cours | Philippe Leonelli   |        | DVD    | Maire de Cavalaire-sur-Mer                                                                  |

### Résultats détaillés

#### Élections de mars 2015
À l'issue du 1er tour des élections départementales de 2015, deux binômes sont en ballottage : Eric Masson et Laétitia Picot (FN, 43,15 %) et Alain Benedetto et Muriel Lecca-Berger (Union de la Droite, 32,02 %). Le taux de participation est de 48,42 % (20 577 votants sur 42 498 inscrits) contre 49,77 % au niveau départemental et 50,17 % au niveau national.
Au second tour, Alain Benedetto et Muriel Lecca-Berger (Union de la Droite) sont élus avec 53,03 % des suffrages exprimés et un taux de participation de 50,59 % (10 775 voix pour 21 499 votants et 42 498 inscrits).

#### Élections de juin 2021
Le premier tour des élections départementales de 2021 est marqué par un très faible taux de participation (33,26 % au niveau national). Dans le canton de Sainte-Maxime, ce taux de participation est de 31,35 % (13 572 votants sur 43 286 inscrits) contre 33,03 % au niveau départemental. À l'issue de ce premier tour, deux binômes sont en ballottage : Marc Etienne Lansade et Christiane Lardat (Union Extrême droite, 30,71 %) et Véronique Lenoir et Philippe Leonelli (DVD, 29,19 %).
Le second tour des élections est marqué une nouvelle fois par une abstention massive équivalente au premier tour. Les taux de participation sont de 34,36 % au niveau national, 36,4 % dans le département et 35,22 % dans le canton de Sainte-Maxime. Véronique Lenoir et Philippe Leonelli (DVD) sont élus avec 59,4 % des suffrages exprimés (8 516 voix pour 15 247 votants et 43 290 inscrits),,.

## Composition
Le canton de Sainte-Maxime comprend dix communes entières.
| Nom                                   | Code Insee | Intercommunalité            | Superficie (km2) | Population (dernière pop. légale) | Densité (hab./km2) | Modifier                                    |
| ------------------------------------- | ---------- | --------------------------- | ---------------- | --------------------------------- | ------------------ | ------------------------------------------- |
| Sainte-Maxime (bureau centralisateur) | 83115      | CC du golfe de Saint-Tropez | 81,61            | 14 394 (2022)                     | 176                | modifier les données · modifier les données |
| Cavalaire-sur-Mer                     | 83036      | CC du golfe de Saint-Tropez | 16,74            | 7 895 (2022)                      | 472                | modifier les données · modifier les données |
| Cogolin                               | 83042      | CC du golfe de Saint-Tropez | 27,93            | 12 076 (2022)                     | 432                | modifier les données · modifier les données |
| La Croix-Valmer                       | 83048      | CC du golfe de Saint-Tropez | 22,28            | 3 832 (2022)                      | 172                | modifier les données · modifier les données |
| Gassin                                | 83065      | CC du golfe de Saint-Tropez | 24,74            | 2 674 (2022)                      | 108                | modifier les données · modifier les données |
| Grimaud                               | 83068      | CC du golfe de Saint-Tropez | 44,58            | 4 557 (2022)                      | 102                | modifier les données · modifier les données |
| La Môle                               | 83079      | CC du golfe de Saint-Tropez | 45,28            | 1 502 (2022)                      | 33                 | modifier les données · modifier les données |
| Le Plan-de-la-Tour                    | 83094      | CC du golfe de Saint-Tropez | 36,80            | 3 068 (2022)                      | 83                 | modifier les données · modifier les données |
| Ramatuelle                            | 83101      | CC du golfe de Saint-Tropez | 35,57            | 1 889 (2022)                      | 53                 | modifier les données · modifier les données |
| Saint-Tropez                          | 83119      | CC du golfe de Saint-Tropez | 11,18            | 3 586 (2022)                      | 321                | modifier les données · modifier les données |
| Canton de Sainte-Maxime               | 8315       |                             | 346,71           | 55 473 (2022)                     | 160                | modifier les données                        |

## Démographie
En 2022, le canton comptait 55 473 habitants, en évolution de +1,14 % par rapport à 2016 (Var : +4,98 %, France hors Mayotte : +2,11 %).
| 2013   | 2018   | 2022   |
| ------ | ------ | ------ |
| 53 572 | 54 777 | 55 473 |